# Sophie Lefranc-Duvillard
Sophie Lefranc-Duvillard (ur. 5 lutego 1971 w Bourg-Saint-Maurice, zm. 22 kwietnia 2017 w Praz-sur-Arly) – francuska narciarka alpejska.

## Kariera
W zawodach Pucharu Świata zadebiutowała w sezonie 1992/1993. Pierwsze punkty wywalczyła 28 listopada 1992 roku w Park City, gdzie zajęła dziesiąte miejsce w gigancie. Na podium zawodów tego cyklu pierwszy raz stanęła 31 października 1993 roku w Sölden, kończąc rywalizację w tej samej konkurencji na drugiej pozycji. W zawodach tych rozdzieliła Austriaczkę Anitę Wachter i swą rodaczkę, Carole Merle. W kolejnych startach jeszcze jeden raz stanęła na podium: 25 stycznia 1998 roku w Cortina d’Ampezzo zajęła trzecie miejsce w gigancie. W sezonie 1997/1998 zajęła 31. miejsce w klasyfikacji generalnej, a w klasyfikacji giganta była siódma.
Wystartowała na igrzyskach olimpijskich w Albertville w 1992 roku, gdzie zajęła 19. miejsce w gigancie. Podczas rozgrywanych dwa lata później igrzysk w Lillehammer nie ukończyła pierwszego przejazdu w tej samej konkurencji. Brała również udział w igrzyskach olimpijskich w Nagano w 1998 roku, kończąc giganta na piątej pozycji (po pierwszym przejeździe zajmowała drugie miejsce, tracąc do prowadzącej Włoszki Debory Compagnoni 0,98 sekundy). Była też między innymi piętnasta w gigancie na mistrzostwach świata w Sestriere w 1997 roku.
Zmarła 22 kwietnia 2017 roku po długiej chorobie.
Jej mężem był Adrien Duvillard, mieli razem trójkę dzieci.

## Osiągnięcia

### Igrzyska olimpijskie
| Miejsce | Dzień     | Rok  | Miejscowość | Konkurencja | Czas biegu | Strata | Zwyciężczyni       |
| ------- | --------- | ---- | ----------- | ----------- | ---------- | ------ | ------------------ |
| 19.     | 19 lutego | 1992 | Albertville | Gigant      | 2:12,74    | +5,93  | Pernilla Wiberg    |
| DNF1    | 24 lutego | 1994 | Lillehammer | Gigant      | 2:30,97    | -      | Deborah Compagnoni |
| 5.      | 20 lutego | 1998 | Nagano      | Gigant      | 2:50,59    | +2,68  | Deborah Compagnoni |

### Mistrzostwa świata
| Miejsce | Dzień     | Rok  | Miejscowość | Konkurencja | Czas biegu | Strata | Zwyciężczyni    |
| ------- | --------- | ---- | ----------- | ----------- | ---------- | ------ | --------------- |
| DFN1    | 9 lutego  | 1993 | Morioka     | Slalom      | 1:27,66    | -      | Karin Buder     |
| 26.     | 10 lutego | 1993 | Morioka     | Gigant      | 2:17,59    | +6,19  | Carole Merle    |
| 34.     | 14 lutego | 1993 | Morioka     | Supergigant | 1:33,52    | +3,33  | Katja Seizinger |
| 15.     | 9 lutego  | 1997 | Sestriere   | Gigant      | 2:39,19    | +3,91  | Hilary Lindh    |

### Puchar Świata

#### Miejsca w klasyfikacji generalnej
- sezon 1992/1993: 79.
- sezon 1993/1994: 51.
- sezon 1994/1995: 40.
- sezon 1995/1996: 64.
- sezon 1996/1997: 42.
- sezon 1997/1998: 31.

#### Miejsca na podium
1. Sölden – 31 października 1993 (gigant) – 2. miejsce
2. Cortina d’Ampezzo – 25 stycznia 1998 (gigant) – 3. miejsce